# ماري جين ليتش
ماري جين ليتش (بالإنجليزية: Mary Jane Leach)‏ هي ملحنة أمريكية، ولدت في 1949 في فيرمونت في الولايات المتحدة.

## وصلات خارجية
- ماري جين ليتش على موقع ميوزك برينز (الإنجليزية)
- ماري جين ليتش على موقع أول ميوزيك (الإنجليزية)
- ماري جين ليتش على موقع ديسكوغز (الإنجليزية)